# Pilea cymbifolia
Pilea cymbifolia är en nässelväxtart som beskrevs av Henry Hurd Rusby. Pilea cymbifolia ingår i släktet pileor, och familjen nässelväxter. Inga underarter finns listade i Catalogue of Life.